# Rumäniens Davis Cup-lag
Rumäniens Davis Cup-lag styrs av rumänska tennisförbundet och representerar Rumänien i tennisturneringen Davis Cup, tidigare International Lawn Tennis Challenge. Rumänien debuterade i sammanhanget 1922. Laget spelade final 1969, 1971 och 1972, alla gånger med förlust mot USA.